# Кудрявцев Іван Васильович
Іван Васильович Кудрявцев (рос. Иван Васильевич Кудрявцев; 7 липня 1921, Струги Красні — 27 лютого 1975, Київ) — радянський конструктор радіоелектронних систем військового призначення; у 1960-ті роки генеральний директор Київського науково-дослідного інституту радіоелектроніки (нині ДП «НДІ «Квант»).

## Біографія
Народився 7 липня 1921 року в селі Стругах Красних (тепер селище міського типу, районний центр Стругокрасненського району Псковської області) в родині лісника. Росіянин. У 1937 році, під час сталінських репресій, його батько був заарештований за звинуваченням в антирадянській діяльності. Івана виключили з комсомолу і він став «сином ворога народу». У 1939 році, з початком радянсько-фінської війни, Іван, будучи студентом другого курсу Ленінградського авіаційного інституту, записався добровольцем у формований в Ленінграді студентський лижний батальйон 113 стрілецької дивізії. Під час бойових дій залишився без ноги. У 1945 році закінчив Ленінградську військово-повітряну академію імені М. Є. Жуковського. Після закінчення академії в березні 1945 року в званні техніка-лейтенанта був призначений на посаду старшого техніка військового представництва I-го відділу Управління замовлення спецобладнання Головного управління замовлень ВПС Червоної Армії на заводі №695 НКЕП. На цій посаді забезпечував постачання радіостанцій для винищувальної авіації. Так в першому півріччі зміг досягти виконання замовлень на 150%.
З 1958 року в Києві, де у 1960 році створив Київський науково-дослідний інститут радіоелектроніки. Інститут забезпечив розробку, проектування і виготовлення цілого ряду найважливіших радіоелектронних систем із застосуванням електронних обчислювальних машин для Військово-Морського надводного та підводного флоту СРСР. З його ініціативи інститут, першим у Радянському Союзі розпочав створення комп'ютеризованих корабельних радіоелектронних комплексів, де використовувалися розроблені за наполяганням І. В. Кудрявцева мікроелектронна база та спеціалізовані корабельні комп'ютери — перші в Україні та СРСР. Комплекси включали в себе всі необхідні технічні і програмні засоби для вирішення основних завдань на флоті: отримання інформації про навколишню обстановку, керування зброєю, у тому числі ракетною, навігація та інше.
Кандидат технічних наук (з 24 серпня 1967 року). Старший науковий співробітник (з 25 березня 1970 року). Був членом КПРС.

Могила Івана Кудрявцева

Жив в Києві на вулиці Тарасівській, 6а, квартира 16. Помер 27 лютого 1975 року. Похований в Києві на Байковому кладовищі (ділянка № 1).

## Відзнаки
Лауреат Державної премії СРСР (за 1967 рік) і Державної премії УРСР у галузі науки і техніки (1972; за розробку та впровадження у практику закладів охорони здоров'я радіоізотопної і лазерної апаратури, а також комплексу методик для біологічних досліджень, діагностичного та лікувального застосування).
Кавалер орденів Леніна, Червоної Зірки, Трудового Червоного Прапора.